# Невідновні природні ресурси

Співвідношення ресурсів і запасів для викопних палив і мінералів: Н — невідомі ресурси; П — потенційні нерозроблювані запаси; Р — розвідані і виміряні запаси; Е — експлуатовані запаси; 1 — успішність георозвідки, 2 — зростання сортності, 3 — рівень рентабельності.

Невідновні природні ресурси (НПР) — природні ресурси (мінерали, вода, деякі види рослин і тварин тощо), які після їх вичерпання не можуть бути відновлені людиною у даний час або відновлюються зі швидкістю, значно меншою, ніж швидкість їх прямого використання. Раціональне використання НПР повинно ґрунтуватися на комплексності та економічності їх видобутку та витрачання, утилізації відходів, пошуку їх замінників та ін.
Невідновними вважаються ресурси земних надр. Щиро кажучи, багато з них можуть відновлюватися в ході геологічних циклів, але тривалість цих циклів, що визначається сотнями мільйонів років, непорівнянна з етапами розвитку суспільства і швидкістю витрачання мінеральних ресурсів. До невідновних ресурсів відноситься: корисні копалини, паливо, металева мінеральна сировина, неметалева мінеральна сировина.

## Невідновні мінеральні ресурси
Понад сотню негорючих матеріалів видобуваються із земної кори в даний час. Мінерали утворюються і видозмінюються в результаті процесів, що відбуваються в ході утворення земних гірських порід протягом багатьох мільйонів років.

### Проблема обмеженості невідновних мінеральних ресурсів
Проблема обмеженості мінеральних ресурсів набула особливої гостроти в середині ХХ століття і продовжує все більше загострюватися з кожним новим десятиліттям. Окрім зростання промислового виробництва, з яким пов'язана безперервно збільшувана потреба в мінеральній сировині, проблема забезпечення мінеральними ресурсами додатково загострюється вкрай нерівномірним розміщенням родовищ у надрах земної кори по континентах і країнах.
На земній кулі практично немає жодної держави, потреби якої в мінеральній сировині могла б бути повністю забезпечена за рахунок власних національних ресурсів. Відомо, наприклад, що всі країни Західної Європи знаходяться в залежності від імпорту з інших районів світу таких важливих видів мінеральної сировини, як залізна і марганцева руда, хроміти, мідь, боксити, нікель, олово, вольфрам, молібден, азбест, слюда, алмази, а також нафта і газ (крім Англії, Норвегії та Голландії, які розробляють нафтові та газові родовища Північного моря).
Практично в повній залежності від імпорту мінеральної сировини перебуває економіка Японії. Великі і різноманітні національні ресурси мінеральної сировини мають Сполучені Штати Америки, але і вони забезпечують потреби своєї промисловості у багатьох найважливіших видах сировини майже цілком за рахунок ввезення їх з інших країн, у тому числі в марганцевій руді — на 98 %, в кобальті і танталі — на 97, в бокситах і глиноземі — на 93, в хромовій руді і в металах платинової групи — на 90, в азбесту — на 85, в олові — на 81, в нікелі — на 76, в цинку — на 63, в ртуті — на 57, в вольфрамі і сурмі — на 50, в титані — на 40, в залізній руді — на 30 %. Маючи в своєму розпорядженні значні ресурси нафти всередині країни, США в останні роки понад 40 % своєї потреби в нафті і нафтопродуктах покривають за рахунок імпорту.
Для більшості промислово розвинених країн світу проблема задоволення безперервно збільшуваної потреби в паливній і рудній мінеральній сировині стає все більш гострою і важкою. Ця гострота не тільки зумовлена об'єктивно існуючою природною нерівномірністю розміщення корисних копалин у земній корі і значним скороченням відносно доступних в технічному та економічному відношенні покладів мінеральної сировини, але є також наслідком корінних змін, що відбуваються у світовій політичній обстановці. Багато кризових ситуацій і військово-політичних ускладнень, що мали місце в останні десятиліття і продовжуються в наші дні (в районах Близького і Середнього Сходу, в країнах Південної і Центральної Африки, в деяких державах Південної Америки, в багатьох країнах Азії), є безпосереднім наслідком і відображенням боротьби США, Японії, ФРН, Великої Британії та інших промислово розвинених держав за захоплення джерел мінеральних ресурсів. У надрах країн, що розвиваються, зосереджена значна частина світових запасів багатьох найважливіших видів мінеральної сировини: нафти — понад 90 % (від сумарних запасів розвинених країн і країн, що розвиваються), природного газу — 70, бокситів — 74, олова — 87, міді — понад 65, сурми — близько 60 %. Переважна частина видобутих в цих країнах мінеральних ресурсів експортується в промислово розвинені країни.

## Невідновні енергоресурси
До них належать нафта, природний газ, вугілля, реакція ядерного поділу і т. д. Основними факторами, що визначають ступінь використання будь-якого джерела енергії, є його оцінені запаси, чистий вихід корисної енергії, ціна, потенційні небезпечні дії на довкілля, а також соціальні наслідки та вплив на збереження країни.